# The sessions VII
The sessions VI is een livealbum van Tangerine Dream. Het maakt onderdeel uit van een verzameling albums onder de titel The sessions begonnen in 2017. The sessions VII werd opgenomen tijdens een concert op 13 maart 2019 in de Barbican Centre te Londen. Er staat maar één stuk op het album, dat “slechts” veertig minuten duurt. Het is een (gedeeltelijke) improvisatie (realtime-compositie), dat aan het slot van genoemd concert werd gespeeld. Tangerine Dream gaf het zelf de aanduiding cupdisc, hun versie van een ep. 
Het is het dertiende album uit de zogenaamde Quantum Years, een door de band zelf ingestelde periode van de band, die inging in 2015.

## Musici
- Thorsten Quaeschning – toetsinstrumenten, elektrische gitaar
- Ulrich Schnauss – synthesizers, sequencer
- Hoshiko Yamane – elektrische viool, altviool
- Paul Frick – toetsinstrument

## Muziek
| Nr. | Titel                                  | Duur  |
| --- | -------------------------------------- | ----- |
| 1.  | 9:15 pm session-Each tea lasts an hour | 39:39 |